# Hussein Fahmy
Hussein Fahmy (in arabo حسين فهمي‎?; Il Cairo, 22 marzo 1940) è un attore egiziano.

## Biografia
Nacque a Il Cairo da un'altolocata famiglia egiziana; il padre è stato parlamentare. Fahmi studiò regia all'Università della California a Los Angeles. Hussein Fahmy si è sposato cinque volte. La prima moglie è stata Nadia Moharram, figlia di un ambasciatore egiziano, che sposò dopo la laurea. La coppia ha avuto due figli. La sua seconda moglie è stata l'attrice egiziana Mervat Amin, dalla quale ha avuto la figlia Menatallah. In seguito ha sposato l'informatica Hala Fathy. Nel 2008 ha sposato l'attrice Leeka Sewidan dalla quale ha divorziato nell'agosto 2012. In seguito, ha sposato una donna d'affari del Bahrein.

## Carriera
Ha lavorato nell'industria cinematografica e televisiva egiziana per gran parte della sua vita, apparendo in oltre un centinaio di produzioni cinematografiche, televisive e teatrali. È stato docente all'Accademia delle Arti per dodici anni. È diventato il primo ambasciatore di buona volontà arabo per il Programma delle Nazioni Unite per lo sviluppo nel 1998.
Nel marzo 2007, Fahmy è stato nominato ambasciatore della Special Olympics per la regione del Medio Oriente e del Nord Africa, per poi venire nominato presidente del Cairo International Film Festival.